# سحلب أناضولي
السحلب الأناضولي (باللاتينية: Orchis anatolica) نوع نباتي ينتمي إلى جنس السحلب من الفصيلة السحلبية.

## الموئل والانتشار
موطن هذا النوع بلاد الشام وقبرص وتركيا واليونان.

## مرادفات للاسم العلمي
- (باللاتينية: Androrchis anatolica (Boiss.) D.Tyteca & E.Klein)
- (باللاتينية: Orchis anatolica var. kochii Boiss.)
- (باللاتينية: Orchis anatolica f. rariflora (K.Koch) Soó)
- (باللاتينية: Orchis anatolica f. taurica Rchb.f.)
- (باللاتينية: Orchis quadripunctata subsp. anatolica (Boiss.) Asch. & Graebn.)
- (باللاتينية: Orchis rariflora K.Koch)